# The slicing of the demon
The slicing of the demon (凶城計中計) is een Hongkongse TVB-serie uit 2007. Het is een kostuumdrama met Chan Kam Hung, Michael Tse Tin Wah, Bernice Jan Liu, Ngok Wah, Angela Tong, Hui Siu Hung, Charmaine Li en Lo Chun-Shun in de hoofdrollen.
Het verhaal gaat over twee mannen, To Sei-Hoi en Kong Shing-Yan (Chan Kam Hung en Michael Tse Tin Wah), die in een vreemd dorp in de bergen van Zuidwest-China belanden. Ze ontmoeten een vrouw, Poon Chai-Yuet (Angela Tong), die van Miao afkomstig is.

## Rolverdeling
- Chan Kam-Hung als To Sei-Hoi 屠四海
- Michael Tse Tin-Wah als Kong Shing-Yan 江承恩
- Bernice Jan Liu als Fok Sin-Yiu 霍倩瑶
- Ngok Wah als Fok Tin-Ming 霍天命
- Angela Tong als Poon Chai-Yuet 盘霁月
- Hui Siu-Hung als Kei Hok-Yu 祈学儒
- Charmaine Li als Fok Sin-Kei 霍倩琦
- Lo Chun-Shun als Poon Shing-Yeung 盘升阳
- Yiu Lok-Yee als Wong Pik-Yuk 王碧玉
- Ellesmere Choy als Lau Hoi-Fook 柳开福
- Lawrence Ng als Fok Kai-Kei 霍继枝
- Samuel Kwok Fung als Kong Yuk-Shu 江玉书
- Suet Nei als Chu Tsor-Yin 朱楚嫣
- Kong Hon als Lai Wong 礼王
- Tsang Wai-Kuen als zoon van Lai Wong 礼王之子

Welcome to the house 高朋滿座 · Best selling secrets 同事三分親 · The conquest 爭霸 · Ten brothers 十兄弟 · War and destiny 亂世佳人 · A change of destiny 天機算 · The family link 師奶兵團 · The green grass of home 緣來自有機 · Devil's disciples 強劍 · Fathers and sons 爸爸閉翳 · Steps 舞動全城 · Men don't cry 奸人堅 · Word twisters' adventures 鐵咀銀牙 · The building blocks of life 建築有情天 · The brink of law 突圍行動 · Best bet 迎妻接福 · Life art 寫意人生 · Heart of greed 溏心風暴 · On the first beat 學警出更 · The drive of life 歲月風雲 · The ultimate crime fighter 通天幹探 · Marriage of inconvenience 兩妻時代 · Survivor's law II 律政新人王II · The colours of love 森之愛情 · Heavenly in-laws 我外母唔係人 · The slicing of the demon 凶城計中計 · Phoenix rising 蘭花劫